# Le Phare (Zeitung)
Le Phare ist eine Tageszeitung in der Demokratischen Republik Kongo in französischer Sprache. Sie wird in der Hauptstadt Kinshasa herausgegeben. Die Zeitung wurde 1983 gegründet und steht der Opposition nahe. Der Erscheinungsverlauf ist unregelmäßig, weil es keine zuverlässige Verteil-Organisationen gibt.